# まいったネ 今夜
「まいったネ 今夜」（まいったネ こんや）は、少年隊の14枚目のシングル。

## 解説
- 1989年に発売の分では唯一のシングル曲となった。2020年のベストアルバム『少年隊 35th Anniversary BEST』に収録された。
- この曲で、1989年末の『第40回NHK紅白歌合戦・第2部』に、4年連続4回目の出場を果たす。尚、紅白バージョンは『少年隊 35th Anniversary BEST』(完全受注生産限定盤）に、2020年（リボーカル）バージョンで収録されている。
- 少年隊自身オリコンチャートでシングル通算11曲目の首位を獲得。なお現時点で、少年隊のオリコンチャート1位作品は同曲が最後となっている。
- 1989年7月6日、TBSテレビ『ザ・ベストテン』でもデビュー曲の「仮面舞踏会」以来通算10曲目の1位を獲得。しかし、同日のエンディングで司会の黒柳徹子が同年9月末限りで放送終了することを発表、これが少年隊として最後の同番組ランクイン曲となった。

## 収録曲
Side A
1. まいったネ 今夜
作詞・作曲：宮下智、編曲：石田勝範
2. まいったネ 今夜(カラオケ) (シングルカセットのみ)

Side B
1. Sea and island
作詞：小倉めぐみ、作曲・編曲：服部克久
  - アルバム未収録
2. Sea and island(カラオケ) (シングルカセットのみ)